# Scandalul „Azilele groazei”
Scandalul „Azilele groazei” (intitulat astfel de către presă, cunoscut și drept „Căminele groazei”) este un scandal public izbucnit în România în 2023, având ca subiect trei centre pentru persoane cu dizabilități din orașul Voluntari, județul Ilfov. Două dintre aceste centre erau deținute de Asociația Sfântul Gabriel cel Viteaz, condusă de Ștefan Godei, un apropiat al ministrei familiei de la acea dată, Gabriela Firea. În cadrul acestora, s-au descoperit grave nereguli: persoanele cu dizabilități erau ținute în condiții extrem de murdare, înfometate, ținute sechestrate împotriva voinței lor, bătute și le erau furați banii. Primele informații apăruseră încă din luna ianuarie 2023, rezultate ale unui control al Centrului de Resurse Juridice și publicate într-o investigație jurnalistică. 
Pe 4 iulie 2023, procurorii DIICOT au descins asupra celor trei cămine, efectuând percheziții și aducând la audieri 26 de suspecți. Conform acestora, un total de 98 de persoane deveniseră victime ale centrelor de îngrijire.
Președintele Klaus Iohannis a catalogat scandalul „azilelor groazei” drept o „rușine națională” și a cerut autorităților ca persoanele care se fac vinovate de înfometarea, umilirea și agresarea bătrânilor în mai multe cămine din Ilfov să fie „identificate și sancționate”.

## Investigația Centrului de Resurse Juridice
Centrul de Resurse Juridice este o organizație non-guvernamentală, înființată în 1998, și care are ca obiectiv respectarea drepturilor omului și a egalității de șanse și pentru accesul liber la justiție echitabilă. CRJ a monitorizat și vizitat inopinat timp de 20 de ani centrele publice și private în unde sunt îngrijite persoane cu dizabilități, semnalând mai multe nereguli de-a lungul timpului, însă conform organizației, autoritățile competente au ignorat toate sesizările făcute și au nu dispus măsuri concrete. 
Începând cu luna septembrie 2022, reprezentanții CRJ au efectuat o serie de vizite inopinate în centre pentru vârstnici și persoane cu dizabilități din județul Ilfov, în timpul cărora au descoperit numeroase nereguli și lipsuri. Vizitele au fost realizate la trei cămine: „Sfântul Gabriel cel Viteaz”, „Armonia” (ambele deținute de Asociația Sfântul Gabriel cel Viteaz) și „Casa Cora”.
Conform declarațiilor CRJ, aceștia au apelat la autoritățile publice și serviciul 112 în repetate rânduri în perioada septembrie–noiembrie 2022, pentru a semnala neregulile descoperite ca urmare a vizitelor lor. Printre autoritățile contactate de aceștia, se numără Ministerul Muncii, Autoritatea Națională pentru Protecția Drepturilor Persoanelor cu Dizabilități (ANPDPD), Agenția Națională pentru Plăți și Inspecție Socială (ANPIS), Direcția Generală de Asistență Socială și Protecția Copilului (DGASPC) Sector 3 și DGASPC Ilfov; cu toate acestea, nu au primit niciun răspuns direct. Astfel, au recurs la publicarea descoperirilor lor în ancheta jurnalistică comună a publicațiilor Centrul de Investigații Media și Buletin de București.
În luna aprilie 2023, Marius Budăi, Ministrul Muncii, a denunțat unilateral acordul care le permitea celor de la CRJ să facă vizite inopinate în aceste cămine. Motivul invocat de Budăi a fost că, în publicarea investigației, „CRJ nu a blurat imaginea unor beneficiari”. Conform CRJ, într-o conferință cu directorii din teritoriu ai DGASPC, ministrul Budăi a susținut în fața acestora că i-a „scăpat de vizitele CRJ”.

### Ancheta jurnaliștilor
În lunile ianuarie–februarie 2023, ancheta jurnalistică a fost publicată în două părți, cu titlurile „Egalitatea de șanse gestionată din Guvern de «Sfânta Gabriela cea Vitează», business de aur pe bani publici pentru apropiații ei” și „«Armonia» Sfântului Gabriel cel Viteaz: ploșnițe și miros de urină și fecale”. Investigația a avut ca subiect cele trei centrele vizitate și de reprezentanții CRJ.
În cadrul investigației, se relatează cum, pe 7 septembrie 2022, cinci reprezentanți din cadrul Centrului de Resurse Juridice au încercat să facă o vizită neanunțată centrului, în baza unui protocol încheiat în 2020 cu Ministerul Muncii și Protecției Sociale. Reprezentanții CRJ nu au putut să-și desfășoare vizita întrucât nu le-a fost permisă intrarea în azil de către Ștefan Godei, președintele asociației Sfântul Gabriel cel Viteaz, sub pretextul că protocolul fusese expirat. Peste o săptămână, reprezentanții CRJ au reîncheiat un nou protocol cu Consiliul de Monitorizare, o agenție guvernamentală, moment în care au fost primiți înăuntrul azilului. Conform raportului de monitorizare întocmit de aceștia, după intrarea în azil, reprezentanții CRJ au întâmpinat un „miros pregnant de fecale și urină” și au realizat că centrul era infestat cu ploșnițe. În plus, aceștia au mai observat prezența igrasiei și a mucegaiului pe pereți, și faptul că băile comune erau „extrem de murdare”, lipsindu-le instalații sanitare funcționale. Alte elemente notabile care lipseau sunt produsele de igienă personală și așternuturile de pat. Mâncarea pentru beneficiarii azilului era gătită intern, deși acesta nu avea o autorizație în acest sens și exista un contract de catering.
Conform raportului CRJ, rezidenții nu beneficiau de servicii psihologice, de asistență socială, îngrijire psihiatrică și medicală regulată și consecventă. În plus, din discuțiile purtate de reprezentanții CRJ cu rezidenții a rezultat că majoritatea nu mai părăsiseră centrul de la momentul internării.
„În ceea ce privește regimul de zi cu zi, nu a fost observată existența unei game de activități ocupaționale și recreative oferite rezidenților, ci activități de natură să infantilizeze (colorarea unor șabloane cu animale, cântece de leagăn etc). […] 
CRJ a observat că rezidenții nu erau încurajați să participe la activități, nu exista nimic structurat, iar eventualele activități nu urmau niciun plan de resocializare. Într-adevăr, partea principală a activității părea să fie aceea de a sta în curte sau în pat.”—Centrul de Resurse Juridice
În momentul primei vizite a Centrului de Resurse Juridice, aceștia nu au găsit decât un singur angajat care avea grijă de toți cei 32 de rezidenți. În timpul celei de-a doua vizite, la serviciu mai era prezentă și o asistentă medicală.

#### Implicarea DGASPC Ilfov
După constatarea neregulilor de către reprezentanții CRJ, aceștia au chemat un angajat al DGASPC Ilfov cu scopul de a-i arăta situația în care se afla centrul. Răzvan Țicu, șeful serviciului pentru adulți cu dizabilități din cadrul instituției, a ajuns la concluzia că rezidenților le e mai bine la „Armonia” decât „să doarmă pe stradă” și că faptul că au un acoperiș deasupra capului este suficient, „cu atât mai mult cu cât beneficiarii au afecțiuni psihice și alte opțiuni nu au”. Reprezentanții CRJ au descoperit ulterior că asistenta socială angajată în cadrul centrului „Armonia” era angajată în același timp și la DGASPC Ilfov, însă aceasta nu considera că se afla într-o situație de incompatibilitate.

#### ANPIS
După neluarea niciunei acțiuni de către DGASPC Ilfov, reprezentanții CRJ au sesizat Agenția Națională de Plăți și Inspecție Socială (ANPIS). Sesizarea a fost redirecționată filialei din Ilfov a ANPIS, care a concluzionat că „din discuțiile purtate cu beneficiarii selectați rezultă că aceștia [erau] satisfăcuți de serviciile sociale oferite de centrul rezidențial și nu au semnalat forme de abuz sau exploatare”. Deși în sesizare erau incluse două cazuri specifice de persoane care își doreau să părăsească centrul, cei de la Agenția Județeană de Plăți și Inspecție Socială Ilfov au ales să nu discute direct cu una dintre ele, iar în cazul celeilalte au notat că oscila în declarații din cauza problemelor sale psihice.

#### A doua vizită
La a doua vizită a reprezentanților CRJ, Godei a declarat că neregulile fuseseră cauzate de întârzierile înregistrate de DGASPC Ilfov în plata facturilor către asociația sa. Cu toate acestea, DGASPC Ilfov a susținut într-un comunicat către jurnaliști că toate plățile către asociația lui Godei erau la zi. Conform analizei CRJ, în luna octombrie 2022, anterioară celei de-a doua vizite, Godei ar fi primit aproape 95 000 de lei de la DGASPC Ilfov.

## Căminele vizate

### Centrul „Armonia”
Centrul de Îngrijire și Asistență pentru Persoane Adulte cu Dizabilități „Armonia”, deținut de Asociația Sfântul Gabriel cel Viteaz, se afla la ieșirea din localitatea Afumați, județul Ilfov, pe Șoseaua București-Urziceni nr. 36A, un drum intens circulat. Nu exista niciun indicator care să marcheze existența centrului. 
Primarul din comuna Afumați, Gabriel Dumănică, a declarat că nu a reușit să colaboreze eficient cu centrul și că nu avea informații precise cu privire la ce se întâmpla în centru.
Contractul care a plasat rezidenții în cadrul centrului „Armonia” a fost încheiat în 2021 de către DGASPC Ilfov cu Asociația Sfântul Gabriel cel Viteaz. Cu toate acestea, la acel moment, asociația nu avea licențiat niciun centru de îngrijire și asistență care să-i poată găzdui pe acești oameni, deși în contract aceasta garanta că îndeplinea toate condițiile legale de funcționare. În aprilie 2022, un nou contract a fost semnat, care creștea suma de bani oferită asociației de către DGASPC Ilfov de la 5 571 la 6 694 de lei per beneficiar.
Din 34 de persoane internate în centrul „Armonia”, pentru 17 erau alocate fonduri de către DGASPC Ilfov (în valoare aproximativă de 1 200 € pe lună); pentru 16 persoane, costurile erau plătite de către familiile lor, în timp ce pentru o persoană erau alocate fonduri de către primăria din Ștefăneștii de Jos.
!!! Centrul mai primea și o finanțare în valoare de 30 000 € pe lună de la Primăria Sectorului 3, condusă de Robert Negoiță.
În cadrul aceluiași imobil, mai există și un cămin de bătrâni denumit „Casa bunicilor”, înființat în 2019 tot de Godei, prin societatea comercială Creativ Home Concept SRL. Societatea – în cadrul căreia Godei este unic asociat – a ajuns în 2023, în doar trei ani de la înființare, la o cifră de afaceri de peste un milion de lei. Deși reprezentanții CRJ nu au putut să-și dea seama dacă acest cămin de bătrâni încă mai funcționează, din investigația jurnalistică a reieșit că cele două centre (căminul de bătrâni și centrul pentru persoane cu dizabilități) funcționează în paralel în același imobil, ambele având contracte cu DGASPC Ilfov, semnate în aceeași zi. Conform Georgianei Pascu, liderul echipei de reprezentanți CRJ, a amesteca rezidenții din cele două centre ar fi „profund ilegal și dăunător pentru ambele categorii […] deopotrivă”.
Locuitorii din zonă au declarat ulterior pentru presă că rezidenții din centru „veneau la gard în pielea goală […] și cerșeau: «Vreau și eu un ban, dă-mi și mie doi lei. Nu ai și tu un corn?»” și că în centru, condițiile se asemănau celor din lagărul de la Auschwitz. 

### Centrul „Sfântul Gabriel cel Viteaz”
Centrul de Îngrijire și Asistență „Sfântul Gabirel cel Viteaz”, deținut de Asociația Sfântul Gabriel cel Viteaz, se afla pe Ștefan cel Mare nr. 38, în cartierul Pipera al orașului Voluntari, județul Ilfov. 
Primii beneficiari au fost aduși în centru pe 5 octombrie 2021, la o zi după semnarea contractului cu DGASPC Sector 3. Centrul avea o capacitate de 27 de locuri; acestea au fost ocupate treptat, capacitatea maximă atingându-se în iunie 2022.
Conform reprezentantei CRJ, la prima vizită în centrul „Sfântul Gabriel cel Viteaz”, cei mai mulți dintre oameni nu puteau vorbi și nu știau cum ajunseseră acolo; unii dintre aceia au declarat că fuseseră aduși de la Spitalul de Psihiatrie „Eftimie Diamandescu” din Bălăceanca, unde se aflaseră până atunci de zeci de ani; angajații azilului nu au putut prezenta documente pentru transfer. De asemenea, unii dintre oamenii internați nu mai părăsiseră imobilul din momentul internării. Deși reprezentanții CRJ nu au putut prezenta statistici oficiale privind decesele care au survenit în centru, din discuțiile cu angajații a reieșit că cel puțin șapte persoane decedaseră în cursul anului precedent. Unul dintre acestea este un tânăr de 37 de ani, diagnosticat cu epilepsie și retard mintal, care a murit în luna octombrie 2022.
Începând cu 12 octombrie 2021, vecinii azilului au început să trimită o serie de memorii și petiții către diverse instituții ale statului. Plângerile acestora se centrau pe țipetele și zgomotele auzite din centru și relele tratamente aplicate beneficiarilor. Pe lângă acestea, azilul nu dispunea de canalizare, iar toate dejecțiile erau direcționate în canalul colector din stradă, fapt ce cauza un disconfort crescut. Vecinii au mai notat că personalul din centru era insuficient și slab pregătit, că periodic veneau ambulanțe și că „din demisolul imobilului se [auzeau] țipete, gemete, zgomote de altercații”. Vecinii au sesizat, în ordine, Primăria Voluntari, Autoritatea Națională pentru Protecția Drepturilor Copilului și Adopție (ANPDCA), Direcția de Sănătate Publică Ilfov, Garda Națională de Mediu, compania de apă ce deservea orașul, Ministerul Muncii și Poliția Ilfov. Pe 30 martie 2022, neprimind niciun răspuns, vecinii au dat în judecată Primăria Voluntari cu scopul de a o obliga să răspundă la sesizările trimise.
Pe 31 martie 2022, ca urmare a sesizărilor vecinilor, AJPIS Ilfov organizează un control, din al cărui raport reiese că nu există nereguli: beneficiarii sunt corect hrăniți, oamenii consumă fructe proaspete de cel puțin trei ori pe săptămână și centrul dispune de o schemă completă de 29 de angajați. AJPIS Ilfov recomandă astfel acordarea unei licențe definitive centrului, cu o valabilitate de 5 ani, pe care centrul o și primește.
Nemulțumiți cu rezultatele anchetei AJPIS, vecinii au trimis pe 27 iulie 2022 o nouă petiție Ministerului Muncii, în care susțin existența unor „agresiuni între persoanele cazate în imobil dar și din partea personalului la adresa persoanelor cu dizabilități”. Ca urmare a acestei sesizări, între 23 și 31 august, ANPDPD a întreprins un control în timpul căruia s-au descoperit numeroase nereguli. În raportul ANPDPD, se evidențiază existența unor elemente ce puneau în pericol viața beneficiarilor (cabluri electrice deschise ș.a.), temperatura foarte ridicată din clădire, personalul insuficient, lipsa intimității și camerele mici și neiluminate de la demisol în care erau ținute persoanele mai grav bolnave. Inspectorii au lăsat o listă de recomandări pentru rezolvarea neregulilor. Acesta pare să fi fost primul control al azilului în care detaliile prezentate în raport coincideau cu realitatea.
Locuitorii din zonă au declarat că nu observaseră, de la înființarea acestui centru, persoane care să iasă în curte; unii dintre locuitorii din zonă nici nu știau de existența centrului.

### „Casa Cora”
Centrul Rezidențial de Îngrijire și Asistență pentru Persoane Dependente – „Casa Cora” se afla tot în orașul Voluntari, pe strada Camil Petrescu nr. 5-7. Acesta era administrat de Cristina Maria Dumitra (fostă Văduva, născută Mareș).
Conform declarațiilor martorilor, în centru persoanele erau bătute de către infirmiere, înfometați și lăsați să stea în propriile excremente. De asemenea, similar celorlalte două centre, și acesta era infestat cu ploșnițe. Din documentele obținute de presă, din 34 de beneficiari ai centrului, 5 ajunseseră să moară doar în luna decembrie 2022.
Locuitorii din zonă au confirmat că știau de existența azilului; mulți dintre cei intervievați de presă au evitat să dea declarații. Unele dintre persoanele care locuiau în vecinătatea azilului le ofereau celor internați mâncare prin gard, din spatele căruia aceștia cereau mâncare; acest lucru nu era acceptat de conducerea centrului.
Conform anchetatorilor DIICOT, unii rezidenți din „Casa Cora” au și încercat să se sinucidă pe fondul afecțiunilor și condițiilor deplorabile.

## Asociația Sfântul Gabriel cel Viteaz
Asociația Sfântul Gabriel cel Viteaz a fost înființată pe 24 noiembrie 2020, într-o garsonieră din Voluntari. Numele acesteia, „Sfântul Gabriel cel Viteaz”, nu corespunde niciunui sfânt canonizat al vreunei religii și a fost catalogat drept anumite publicații drept „nume de sfânt inventat”. Asociația i-a avut ca membri fondatori pe Ecaterina Adriana Voicu, Daniel Godei și Aurică Godei. În actul de înființare a asociației, Ștefan Godei era numit drept președinte, în timp ce Ligia Gheorghe era numită drept vicepreședinte. Membrii asociației au înființat două centre de asistență socială, centrul „Armonia” și centrul „Sfântul Gabriel cel Viteaz”.

## Investigația DIICOT
În dimineața zilei de 4 iulie 2023, polițiștii din cadrul Direcției de Investigații Criminale din cadrul Inspectoratului General al Poliției Române și procurorii din cadrul Direcției pentru Investigarea Infracțiunilor de Criminalitate Organizată și Terorism (DIICOT) au efectuat percheziții în orașul Voluntari, în cazul a două grupări infracționale care acționau în vederea „exploatării persoanelor cu dizabilități sau aflate în situații vulnerabile”. Cele trei centre vizate de aceștia erau „Armonia”, „Sfântul Gabriel cel Viteaz” și „Casa Cora”.
Potrivit referatului de arestare, DIICOT s-a sesizat din oficiu și a deschis dosarul pe 22 februarie, la o lună distanță după dezvăluirile jurnaliștilor. Începând cu luna martie, anchetatorii au început să intercepteze și înregistreze convorbiri telefonice dintre angajații centrelor. Mai mult, procurorii au introdus în centru și un investigator sub acoperire, cu rol de infirmier.
Conform procurorilor, aproximativ 100 de persoane internate în aceste centre, vârstnice și incapabile de a se îngriji singure, erau supuse unor tratamente degradante, obligate să muncească fără remunerație, bătute și nu le erau oferite hrană și medicamente. Au fost aduși pentru audieri 26 de suspecți, sub acuzațiile de grup infracțional organizat, trafic de persoane, fals în declarații, fals intelectual, fals material în înscrisuri oficiale și delapidare. Prejudiciul total a fost estimat de procurori ca fiind în valoare de 5,2 milioane de lei.
Căpitanul de poliție din cadrul IGSU Bogdan Toma a declarat că „56 de persoane [fuseseră] deja transportate la unitățile medicale de pe raza municipiului București, iar 4 au [avut] nevoie de continuarea tratamentului și au rămas internate”. Pompieri din cadrul SMURD și medici și asistenți din cadrul UPU-SMURD Floreasca au mers la locațiile vizate de percheziții cu scopul de a le oferi îngriji medicale celor afectați.
Conform declarațiilor Ministrului Afacerilor Interne Cătălin Predoiu, ancheta DIICOT fusese una complexă, întinzându-se pe o durată de câțiva ani, pentru a aduna suficiente proble și a asigura succesul dosarului în instanță.

### Informații din dosar
Din stenogramele publicate de DIICOT și atașate dosarului, reiese cum rezidenții erau bătuți de angajați, care le furau chiar și mâncarea și hainele trimise de familiile acestora. În plus, angajații azilelor retrăgeau la bancomat banii de pe cardurile victimelor și discutau despre vânzarea apartamentelor victimelor. Conform referatului procurorilor, rezidenții erau ținuți „în stare de aservire față de membrii grupului infracțional organizat, în vederea obținerii de către liderul grupării și a apropiaților acestuia a unor sume de bani, pe nedrept”.
Potrivit rechizitoriului întocmit de DIICOT, o problemă cronică existentă la toate trei centrele de îngrijire era infestarea cu ploșnițe a spațiilor interioare, inclusiv a așternuturilor și a articolelor de îmbrăcăminte; aceste insecte se hrănesc cu sânge prin înțeparea repetată a pielii rezidenților, „creând o stare de disconfort permanentă beneficiarilor și fiind de natură să acutizeze patologiile preexistente ale acestora”. Din această cauză, angajații azilelor au recurs să stropească hainele rezidenților cu insecticide inodore, periculoase oamenilor, pentru a contracara ploșnițele și păduchii. Mai mult, în cel puțin o ocazie în care fosa septică refulase, rezidenții au fost puși să care cu găleata dejecțiile.
De asemenea, conform referatului de arestare, victimele erau sedate cu diazepam, un medicament din clasa benzodiazepinelor, în momentul în care incomodau personalul medical al centrelor.
Din investigațiile DIICOT, a mai reieșit că beneficiarii întrețineau acte sexuale orale între ei, fiind ignorați de personal. În plus, beneficiarii care nu aveau capacitatea de a se autoîngriji erau ținuți nespălați, iar cei care sufereau de incontinență, purtând scutece, nu sunt schimbați perioade îndelungate, de până la 9 zile.
Din cauza lipsei de supraveghere, unii dintre beneficiari erau găsiți de personalul centrelor căzuți pe jos, cu traumatisme, după intervale îndelungate de timp. Prin prisma acestui fapt, procurorii au analizat circumstanțele în care a decedat un beneficiar din cadrul centrului „Sfântul Gabriel cel Viteaz”, în vârstă de 35 de ani. Conform declarațiilor angajaților centrului, acesta ar fost fi găsit căzut în urma unei presupuse crize epileptice și, în urma leziunilor suferite la cap, ar fi decedat ulterior la Spitalul Floreasca.

### Complicitatea instituțiilor statului
Conform referatul cu propunerile de arestare făcut de procurorii DIICOT, un document de 600 de pagini, funcționari ai statului român din diverse agenții, cu atribuții în domeniul asistenței sociale, au acoperit abuzurile din căminele de bătrâni și i-au protejat pe proprietarii acestora.
Direcțiile Generale de Asistență Socială și Protecția Copilului, spre exemplu, trimiteau direct persoane vulnerabile în azilele deținute de Ștefan Godei, ocolind cadrul legal, potrivit căruia ar fi trebuit organizate licitații de către stat în care căminele să își adjudece beneficiari. Timp de un an și jumătate – durata în care au fost active centrele – statul a plătit în conturile Asociației Sfântul Gabriel cel Viteaz un total de circa 800 000 €, prin DGASPC Sector 3, DGASPC Ilfov și DGASPC Sector 6.
În plus, funcționarii din DGASPC-uri îi anunțau pe angajații azilelor de controale înainte de a le efectua și îi învățau cum să se folosească de documente pentru a se exonera de responsabilitate. Astfel, în mai multe rânduri, controale efectuate de funcționarii DGASPC Sector 3 la căminul „Sfântul Gabriel cel Viteaz” îi fuseseră anunțate lui Godei mai înainte de către angajați ai direcției. Alți angajați din DGASPC Ilfov îl ajutau să evite controalele în celălalt cămin deținut de acesta, „Armonia”.
Mai mult, Ștefan Godei a fost protejat și de funcționari din AJPIS Ilfov, care nu au efectuat niciun control inopinat, toate verificările fiind anunțate în prealabil. După ce era anunțat, Godei își punea angajații în alertă, cerându-le să curețe centrul, iar beneficiarii să fie spălați și „îmbrăcați giugiuc”. În plus, chiar dacă în timpul controalelor se identificau nereguli, acestea nu erau consemnate în documente.

## Persoane implicate

### Gabriela Firea
Pe 6 iulie, Gabriela Firea (pe atunci Ministrul Familiei) a declarat, în contextul în care mai mulți apropiați de-ai săi au fost incluși în investigație, că se încearcă intimidarea sa, compromiterea imaginii sale publice și scoaterea ei din viața politică. Astfel, conform acesteia, adversarii săi politici creaseră o înscenare pentru a o opri din a candida pentru Primăria Municipiului București, în cadrul căreia Firea fusese primar în perioada 2016–2020. Ea a mai susținut că nici Ligia Gheorghe – cu care este prietenă –, nici sora ei nu au vreo implicare în acest caz.

### Nela Vica Andrieș
Nela Vica Andrieș (născută Vrânceanu), sora Gabrielei Firea, conducea Asistența Socială locală din Voluntari în perioada în care abuzurile aveau loc. Aceasta lucra la Serviciul de protecție și asistență socială din cadrul Direcției de Asistență Socială Voluntari (DAS) încă din 2017, inițial ca inspector, fiind apoi promovată drept șefă al aceluiași serviciu. DAS Voluntari se afla în subordinea Primarului orașului, Florentin Pandele, cumnatul acesteia. La scurt timp după apariția investigațiilor inițiale, aceasta s-a transferat în cadrul DGASPC Ilfov.
Printre atribuțiile lui Andrieș și a subordonaților săi se număra și verificarea furnizorilor privați de servicii sociale, unul dintre aceștia fiind chiar Asociația Sfântul Gabriel cel Viteaz.

### Ligia Gheorghe
Ligia Gheorghe (născută Enache) a fost vicepreședinta Asociației Sfântul Gabriel cel Viteaz. Ea este o prietenă apropiată a Gabrielei Firea, căreia i-a și servit de-a lungul timpului drept producător de emisiuni (în cadrul grupului Intact Media, care deține televiziunea Antena 3), consilier la Primărie, consilier la cabinetul de senator și consilier în cadrul Ministerului Familiei. Mai mult, aceasta a fost angajată și la Metropola TV, televiziunea Primăriei Voluntari, condusă de Florentin Pandele, soțul lui Firea.
În perioada publicării investigației inițiale a jurnaliștilor, Andrieș a declarat că și-ar fi dat demisia din Asociația Sfântul Gabriel cel Viteaz încă din martie 2022. Cu toate acestea, deoarece se afla în Consiliul Director al asociației, demisia sa trebuia validată de o instanță. Reportaje ulterioare au arătat că aceasta nu a părăsit asociația oficial decât pe 26 ianuarie, la o zi după publicarea primei părți a anchetei ziariștilor. Într-un comunicat al Ministerului Familiei, se afirmă că Gheorghe nu ar fi știut că asociația nu a înregistrat demisia ei.
Deși în declarația pe care a dat-o procurorilor, Gheorghe ar fi susținut că nu intrase în asociație decât pentru a ajuta la înființarea sa, fiind nevoie de trei persoane, aceasta nu se află printre membrii fondatori ai Asociației Sfântul Gabriel cel Viteaz.
Pe 4 iulie 2023, Ministerul Familiei, Tineretului și Egalității de Șanse, condus la acea vreme de Gabriela Firea, a declarat că Ligia Gheorghe, consilieră în cadrul ministerului, are doar calitatea de martor în investigație și că, deși lucrase fără salariu la respectiva asociație, a demisionat din acea funcție la scurt timp după ce a intrat în ministerul nou-înființat.
Pe 7 iulie 2023, la trei zile după perchezițiile DIICOT, Ligia Gheorghe a cerut suspendarea sa din funcția de consilier al Gabriela Firea din cadrul Ministerului Famililei, pentru a nu afecta imaginea ministrului.

### Ștefan Godei
Ștefan Godei este președintele Asociației Sfântul Gabriel cel Viteaz. Acesta a fost, la rândui lui, un apropiat al Gabrielei Firea, ajungând chiar să participe la evenimente private ale familiei lui Firea. Godei a fost implicat și în filiala din Ilfov a organizației de tineret a PSD, însă poziția sa în cardul organizației nu a fost stabilită clar. Conform anumitor publicații, acesta ar fi fost chiar vicepreședintele organizației locale, însă Firea a negat orice implicare a lui Godei în cadrul PSD.
După ce Gabriela Firea și-a început mandatul de primar al Municipiului București în 2016, Godei a fost angajat drept șofer în Primăria Capitalei. Acolo, Godei ar fi fost chiar șoferul personal al lui Firea, deși aceasta a negat acest lucru.
Conform referatului de arestare întocmit de procurorii DIICOT, Godei a câștigat 3,7 milioane de euro din afacerea „azilele groazei”. Acesta cheltuia banii câștigați pe prostituate, droguri și lăutari, ajungând să cheltuie și 5 000 € într-o noapte. Godei a mai investit banii în imobiliare, în București și în județul Ialomița.

### Andrei Răzvan Țicu
Andrei Răzvan Țicu a fost șef de serviciu în cadrul DGASPC Ilfov; acesta era unul dintre funcționarii care, conform procurorilor, l-a ajutat pe Ștefan Godei să acopere neregulile din centrele deținute de acesta. Astfel, în momentele când se primeau solicitări de control de la poliție sau alte instituții, Țicu îl ajuta pe Godei să formuleze răspunsuri către agențíi pentru a nu prezenta ilegalitățile și condițiile reale din centru. De asemenea, deși serviciul condus de Țicu era responsabil de verificarea azilelor, acesta a ignorat toate neregulile despre care știa că există. În plus, împreună cu Bianca Popa, subalterna sa, Țicu falsifica documente trimise către agențiile statului. În schimbul ajutorului său, Godei îi oferea ocazional lui Țicu pește provenit din bazinul piscicol administrat de acesta.

### Gheorghe Pleșa
George Pleșa (pe numele real Gheorghe Pleșa) este un asistent social, membru al Colegiului Național al Asistenților Sociali din România. Godei l-a cooptat pe Pleșa datorită expertizei sale bogate în domeniul asistenței sociale, pe care l-a angajat în cadrul Asociației Sfântul Gabriel cel Viteaz pentru o scurtă perioadă în funcția de manager de servicii sociale. Ulterior, după investigația CRJ, acesta a fost chemat din nou de Godei, care i-a cerut să figureze fictiv în acte ca șef de centru, pentru a-l ajuta să obțină licențierea centrului. Pleșa a folosit legăturile pe care le avea cu diverși funcționari publici pentru a-l ajuta pe Godei să obțină în mod ilegal acreditarea și licențele de funcționare. Pleșa a negat acuzațiile aduse, dar a recunoscut că, pentru ajutorul oferit lui Godei, acesta îi oferea pește din bazinul său piscicol.

## Reacții
Cadrele medicale de la spitalele de urgență Floreasca și Gerota, care au evaluat și tratat persoanele aduse de la cele trei azile din Ilfov, au declarat că a fost pentru prima dată când s-au confruntat cu astfel de cazuri de înfometare și neglijență la o asemenea dimensiune. Conform doctorilor, pacienții nu erau doar vârstnici, aflându-se printre ei și persoane tinere cu afecțiuni psihice. Un doctor a asemănat cazurile persoanelor neglijate de la azile cu atrocitățile din lagărele naziste de exterminare.
„Când au sosit la noi, am rămas șocați de starea precară în care se aflau. Ca și cum ar fi fost închiși și uitați într-un container. Deshidratați, slabi și extrem de murdari. Investigațiile medicale au depistat în două cazuri obiecte străine în stomac. Nasturi și mărgele. Probabil că de foame și-au mâncat hainele […] Când le-am dat parizer cu pâine, s-au repezit și au mâncat ca și cum ar fi fost prima masă din viața lor!”—Medic din cadrul Spitalului de Urgență Dimitrie Gerota, citat de Libertatea
Centrul de Resurse Juridice a cerut Guvernului României să adopte de urgență un Plan național de prevenire a tratamentelor rele, inumane și degradante, conform solicitării oficialilor de la Strasbourg.
În data de 5 iulie, la o zi după demararea perchezițiilor DIICOT, prim-ministrul Marcel Ciolacu a declarat, într-o conferință de presă susținută în Germania, că a dispus verificări ale statului român în toate căminele de bătrâni. Ciolacu a mai transmis că este „revoltat de ororile la care au fost supuși bătrânii internați” și că a cerut sancționarea celor care „pun în pericol viața și sănătatea persoanelor vulnerabile”.
În aceeași zi, ANPIS a decis retragerea acreditării pentru cele două centre de îngrijire din Afumați și Voluntari deținute de Asociația Sfântul Gabriel cel Viteaz, la solicitarea ANPDPD.
Tot pe 5 iulie, după o nouă investigație a Centrului de Investigații Media care o avea ca țintă pe Nela Vica Andrieș, sora Gabrielei Firea, liderii din Partidul Social Democrat au primit mesaje interne prin care erau îndrumați să susțină faptul că Firea nu își va da demisia din funcția de Ministru al Familiei și că Marius Budăi, pe atunci Ministrul Muncii, nu are nicio vină pentru situația azilelor din Voluntari.
Budăi s-a declarat șocat de imaginile din azile și de stenogramele din dosarul DIICOT. Acesta a arătat mai multe fotografii din dosarele de licențiere ale azilelor, care prezentau „niște condiții dintr-un hotel de lux” și care nu corespundeau cu realitatea.
Pe 9 iulie, la finalul unei ședințe de guvern cu mai mulți miniștrii și șefi de instituții, Marcel Ciolacu a anunțat că nu are „nicio milă pentru ticăloșii care au creat aceste azile ale groazei”, denunțând existența unei probleme „de sistem”. Acesta a mai declarat că persoanele anterior internate în azilele din Ilfov urmau să fie mutate în centre de specialitate. Ciolacu a mai spus că toate centrele de stat sau private vor fi verificate și autorizațiile le vor fi reanalizate în termen de o săptămână și a făcut apel la ONG-uri și la Biserica Ortodoxă să se implice social.
Fostul Comisar European pentru Coeziune și Reforme⁠(en)[traduceți] Corina Crețu a declarat că, deși a fost prietenă cu Gabriela Firea, îi este greu de crezut că faptele din azilele din Voluntari au avut loc fără sprijin politic și că „toată lumea știe că acolo [în Voluntari] nimic nu se întâmplă fără să știe domnul Pandele [soțul Gabrielei Firea]”
Președintele Klaus Iohannis a clasificat situația drept o „rușine națională”. Potrivit lui, măsurile care vor fi luate „trebuie să taie răul de la rădăcină”. El a mai evidențiat că, pe lângă cei vinovați direct, care i-au supus la rele tratamente pe rezidenții centrelor, vinovați mai sunt și „toți cei care au știut și nu au făcut nimic”.

### Biserica Ortodoxă Română
Pe 6 iulie, Vasile Bănescu, purtătorul de cuvânt al Bisericii Ortodoxe Române, a reacționat la scandalul public transmițând un mesaj criptic care, conform surselor din presă, părea a o viza pe Gabriela Firea. În cadrul acestuia, el condamnă persoanele care se exonerează de răspundere legat de aceste abuzuri și se folosesc de creștinism în scopuri care nu sunt nobile.
„Sa spui că nu știi ce se petrece într-un stabiliment public destinat unor persoane călcate în picioare de suferințe inimaginabile, deși ești cățărat suficient de sus încât să poți vedea nu doar în curtea proprie, ci până departe, a te lepăda de orice răspundere după care adaugi un grăbit «Doamne ajută», e proba supremă de abjecție și cinism.

Creștinismul afișat, clamat, formalizat, instrumentalizat este doar varianta plină de E-uri a religiei iubirii și confiscată antihristic de persoane adânc dedublate.”—Vasile Bănescu, purtător de cuvânt al Bisericii Ortodoxe Române
Florentin Pandele, primarul din Voluntari și soțul Gabrielei Firea, a răspuns mesajului lui Bănescu, cerându-i Patriarhului Daniel să ia atitudine cu privire la declarațiile purtătorului de cuvânt. Pandele a susținut nevinovăția soției lui și a declarat că, la rândul său, nu cunoștea existența celor două azile din localitatea pe care o conduce ca primar din anul 2000.
La rândul ei, Gabriela Firea i-a transmis lui Bănescu că „Dumnezeu nu are nevoie de purtători de cuvânt” și a declarat că va da în judecată site-urile și televiziunile care „au diseminat minciuni” despre ea sau apropiații ei, în cazul azilelor.

## Repercusiuni
Dintre cele 24 de persoane inculpate de DIICOT, doar patru au fost ținuți în arest preventiv, restul fiind plasați sub control judiciar. Cele patru persoane arestate preventiv sunt Ștefan Godei, Dan Godei (fratele lui și coordonatorul centrului „Armonia”), Andrei Răzvan Țicu (șeful serviciului din cadrul DGASPC Ilfov) și Ovidiu Dumitra (fost polițist în cadrul Inspectoratului de Poliție Ilfov, soțul administratoarei căminelor de bătrâni).

### Demisii și demiteri
Pe 7 iulie, la începutul ședinței de Guvern, prim-ministrul Ciolacu a cerut demiterea șefilor ANPIS și AJPIS Ilfov, a șefilor DGASPC-urilor locale și a președintelui ANPDPD. Marius Budăi, pe atunci ministru al muncii, a precizat că îi va demite pe președinții ANPIS și ANPDPD. Primul demis a fost Mihai Tomescu, șeful ANPDPD, singura instituție care realizase vreodată un control serios al căminului „Sfântul Gabriel cel Viteaz” al lui Godei. Robert Negoiță, Primarul Sectorului 3, a ales să o suspende pe directoarea DGASPC Sector 3 în loc să o demită, așa cum ceruse Ciolacu.
Pe 10 iulie, Ministrul Sănătății Alexandru Rafila a menționat că, deși Inspecția Sanitară de Stat verificase azilele cu probleme în cursul anului 2023, această instituție nu a raportat nicio problemă. De asemenea, DSP Ilfov efectuase controale în lunile ianuarie–februarie, în care nu găsiseră decât abateri minore. Rafila a anunțat că se va întâlni cu directorul Direcției de Sănătate Publică Ilfov, care efectuase controale în azile. După discuția cu Rafila, directorul DSP Ilfov și-a dat demisia din funcție, susținând însă că „și-a făcut datoria”.
Pe 11 iulie, Ministerul Afacerilor Interne și Inspectoratul General al Poliției Române au început procedura de înlocuire a șefilor de la Inspectoratului de Poliție Județean Ilfov și de la Poliția Voluntari. A doua zi, Cristian Perșinaru, șeful IPJ Ilfov, și-a dat demisia din funcție.
Încă din 9 iulie, Centrul de Resurse Juridice i-a cerut demisia lui Budăi din funcția de ministru al muncii, pe care l-a intitulat „responsabilul moral pentru perpetuarea abuzurilor în aceste centre”. A doua zi, și fostul prim-ministru Theodor Stolojan i-a cerut acestuia demisia. Pe 13 iulie, după o discuție cu Ciolacu, Marius Budăi și-a înaintat demisia din funcția de ministru al muncii. Ciolacu i-a mulțumit lui Budăi pentru demisia sa, catalogând-o drept „un gest de onoare”.
Pe 14 iulie, la o zi după demisia lui Budăi, Gabriela Firea a demisionat la rândul său din funcția de ministru al familiei, după o discuție cu prim-ministrul Ciolacu. Aceasta a continuat să susțină că este complet nevinovată și a declarat că „în această atmosferă de război total față de [ea], ca membru al Guvernului, nu se poate continua o activitate normală”.

### Controale
Ca urmare a cererii premierului Ciolacu, o serie de controale a început vizând toate centrele de stat sau private. Conform presei, 446 de servicii sociale au fost verificate doar în data de 10 iunie, dintre care patru au fost închise, iar 22 au fost suspendate temporar. Dintre cele suspendate, majoritatea se aflau în București și Giurgiu. Printre neregulile găsite de inspectori s-au numărat alimente expirate, probleme de igienă, lipsa apei curente și lipsa autorizațiilor de securitate la incendiu.
În Sectorul 4 al Municipiului București, au fost constatate deficiențele de către comisia de control într-o locație în care erau găzduiți șase minori. În apartament s-a constatat deteriorarea pereților, a mobilierului și al echipamentelor sanitare, dar și depozitarea necorespunzătoare a alimentelor. Ca urmare a acestui caz, Primarul Sectorului 4, Daniel Băluță, a demis conducerea DGASPC Sector 4.
Tot pe 10 iulie, Poliția Ilfov a găsit pe un șantier din Tunari unsprezece vârstnici, printre care unii cu dizabilități și boli neurologice. Aceștia erau însoțiți de o persoană care lucra la un azil din Voluntari, de unde persoanele și fuseseră aduse, cu scopul de a evita controalele anunțate. Azilul în care se aflaseră bătrânii fusese închis în luna iunie de autorități, după ce o anchetă jurnalistică arătase că azilul funcționa ilegal, autorizația acestuia fiind expirată din 2021. Câteva dintre persoane, neputându-se deplasa, fuseseră cărați în cearșafuri de la centrul care se afla în apropierea șantierului. În Țicleni, județul Gorj, un alt azil cu autorizație retrasă a adoptat o strategie similară, cărându-și beneficiarii în cearșafuri, pe un drum impracticabil printr-o viță de vie, pentru a evita să fie văzuți de presă.

### Percheziții DNA
Pe 13 iulie 2023, procurorii Direcției Naționale Anticorupție au efectuat percheziții la sediul AJPIS Ilfov, cu privire la reavizarea funcționării unora dintre centrele de bătrâni din Ilfov. Conform procurorilor, doi funcționari din cadrul instituției l-ar fi ajutat pe Ștefan Godei să mute bătrânii din azil „ca marfa dintr-un depozit”.